# Banisteriopsis elegans
Banisteriopsis elegans là một loài thực vật có hoa trong họ Malpighiaceae. Loài này được (Triana & Planch.) Sandwith mô tả khoa học đầu tiên năm 1943.